# Jan Géryk
Jan Géryk (* 1991 Nový Jičín Česko) je český autor, spisovatel, právník a stand-up komik.

## Život
Pochází z Nového Jičína. Vystudoval fakultu Právnickou a sociálních věd Univerzity Karlovy. Pracuje jako akademický pracovník v Ústavu státu a práva AV ČR a jako právník v neziskové organizaci R-Mosty. Rovněž se také věnuje stand-upu, v roce 2016 s ním poprvé vystoupil v pořadu Comedy Club, kde se stal stálým vystupujícím. V roce 2021 napsal knihu Otisky sametové revoluce: Kde přebývá devětaosmdesátý a o dva roky později další knihu Společnost úzkosti.

## Filmografie

### Televize
- 2016 – Comedy Club
- 2022 – 1. mise (1 epizoda)